# René Bader
René Bader (* 7. August 1922 in der Schweiz; † 1. Januar 1995) war ein Schweizer Fussballspieler und -trainer. Er spielte als Stürmer.
Er war zwischen 1946 und 1953 beim FC Basel engagiert. 1947 gewann Basel den Schweizer Cup im Endspiel im Stadion Neufeld in Bern 3:0 gegen Lausanne. Paul Stöcklin schoss dabei zwei Tore und Bader eins. In der Schweizer Fussballmeisterschaft 1949/50 wurde der FC Basel Vizemeister hinter Servette Genf.
Zwischen 1952 und 1955 und während der Saison 1958/59 war Bader bei Basel als Trainer engagiert. In der Saison 1952/53 wurde der erste Meisterschaftstitel in der Vereinsgeschichte gewonnen. Nach nur einer Niederlage aus 26 Spielen hatte man unter Spielertrainer Bader vier Punkte Vorsprung auf die Young Boys Bern. Die Mannschaftskader, die Bader zur Verfügung hatte, waren Werner Schley, Walter Müller, Walter Bannwart, Walter Bielser, Werner Bopp, Hansruedi Fitze, Hans Hügi, Josef «Seppe» Hügi, Kurt Maurer, Georges Mogoy, Peter Redolfi, Kurt Thalmann, Hans Weber und er selbst.
Er spielte in der A-Nationalmannschaft an der Fussball-Weltmeisterschaft 1950 in Brasilien. Im letzten Gruppenspiel am 2. Juli im Estádio dos Eucaliptos, Porto Alegre, schoss er das erste Tor, als die Schweiz die Mannschaft aus Mexico mit 2:1 besiegte.

## Titel und Erfolge
FC Basel als Spieler
- Schweizer Cupsieger: 1947

FC Basel als Spielertrainer
- Schweizer Meister: 1953

International
- Spieler an der Fussball-Weltmeisterschaft 1950